# Britt Herbots
Britt Herbots (Sint-Truiden, 24 settembre 1999) è una pallavolista belga, schiacciatrice dell'AGIL.

## Biografia
Nel luglio 2025 sposa l'ex pallavolista e assistente allenatore di pallavolo italiano Andrea Panzieri.

## Carriera

### Club
La carriera professionistica di Britt Herbots inizia nella stagione 2015-16, quando viene ingaggiata dall'Asteríx Kieldrecht, militante nella Liga A belga: in due annate di militanza con il club di Beveren, durante i quali la formazione cambia denominazione in Asterix Avo, si aggiudica due Coppe del Belgio, due campionati e la Supercoppa 2016.
Nella stagione 2017-18 viene ingaggiata dalla società francese dell'ASPTT Mulhouse, in Ligue A, conquistando la Supercoppa, mentre nell'annata successiva si accasa alla UYBA, nella Serie A1 italiana, con cui vince la Coppa CEV 2018-19, ricevendo anche il premio di MVP. Dopo due annate nel club di Busto Arsizio, per la stagione 2020-21 si trasferisce all'AGIL di Novara; al termine di un biennio nel club piemontese, nell'annata 2022-23 è di scena con la maglia del Firenze, mentre in quella successiva è sempre in Toscana ma alla Savino Del Bene. Per il campionato 2025-26 torna nuovamente all'AGIL, ancora in Serie A1.

### Nazionale
Gioca per le nazionali giovanili belghe: in particolare, dal 2014 al 2016 fa parte della nazionale under 19, nel 2015 di quella under 18, con cui, giocando da opposto, si aggiudica la medaglia di bronzo al campionato europeo di categoria, e dal 2015 al 2017 di quella under 20.
Ottiene le prime convocazioni nella nazionale maggiore nel 2015. Nel 2022 vince la medaglia d'argento alla Volleyball Challenger Cup mentre nel 2024 quella di bronzo all'European Golden League.

## Palmarès

### Club
- Campionato belga: 2

2015-16, 2016-17
- Coppa del Belgio: 2

2015-16, 2016-17
- Supercoppa belga: 1

2016
- Supercoppa francese: 1

2017
- Coppa CEV: 1

2018-19

### Nazionale (competizioni minori)
- Campionato europeo under 18 2015
- Volleyball Challenger Cup 2022
- European Golden League 2024

### Premi individuali
- 2015 - Campionato europeo under 18 2015: Miglior opposto
- 2019 - Coppa CEV: MVP